# Beniowa (przystanek kolejowy)
Beniowa (ukr. Бенькове) – przystanek kolejowy w miejscowości Beniowa, w rejonie samborskim, w obwodzie lwowskim, na Ukrainie. Położony jest na linii Sambor – Czop.